# 1961-es magyar atlétikai bajnokság
Az 1961-es magyar atlétikai bajnokság a 66. magyar bajnokság volt.

## Eredmények

### Férfiak
| Versenyszám                        | Arany                                                                            | Arany     | Ezüst                                                                   | Ezüst     | Bronz                                                                | Bronz     |
| ---------------------------------- | -------------------------------------------------------------------------------- | --------- | ----------------------------------------------------------------------- | --------- | -------------------------------------------------------------------- | --------- |
| 100 m                              | Csutorás Csaba Bp. Honvéd                                                        | 10,5      | Kiss László Tatabányai Bányász                                          | 10,7      | Mihályfi László TFSE                                                 | 10,8      |
| 200 m                              | Mihályfi László TFSE                                                             | 21,4      | Csutorás Csaba Bp. Honvéd                                               | 21,5      | Kiss László Tatabányai Bányász                                       | 21,9      |
| 400 m                              | Korda István Bp. Honvéd                                                          | 48,2      | Nagy II. Sándor Újpesti Dózsa                                           | 48,3      | Nemesházi Imre Vasas Izzó                                            | 48,7      |
| 800 m                              | Szentgáli Lajos Újpesti Dózsa                                                    | 1:52,2    | Korda István Bp. Honvéd                                                 | 1:53,3    | Kiss György Győri Dózsa                                              | 1:53,4    |
| 1500 m                             | Szentgáli Lajos Újpesti Dózsa                                                    | 3:44,1    | Simon Attila Ferencvárosi TC                                            | 3:44,8    | Kiss György Győri Dózsa                                              | 3:47,7    |
| 5000 m                             | Iharos Sándor Bp. Honvéd                                                         | 13:51,8   | Mácsár József Bp. Vörös Meteor                                          | 13:55,4   | Szabó Miklós MAFC                                                    | 13:59,4   |
| 10 000 m                           | Szabó Miklós MAFC                                                                | 29:52     | Sütő József Vasas                                                       | 30:13     | Huszár János Békéscsabai MÁV                                         | 30:35,8   |
| 4 × 100 m augusztus 12–13.         | Országh József Csiszár István Kiss László Sille József Tatabányai Bányász        | 42,0      | Mayer Csutorás Csaba Jakabfi Sándor Horváth Tibor Bp. Honvéd A          | 42,1      | Kalocsai Henrik Babos Imre Nagy Giczei Csaba Bp. Honvéd B            | 42,9      |
| 4 × 200 m                          | Csutorás János Sille József Kiss László Csiszár István Tatabányai Bányász        | 1:28,2    | Horváth Tibor Kalocsai Henrik Babos Imre Majercsik Mihály Bp. Honvéd B  | 1:29,0    | Nagy Sándor Retezár Imre Török László Czapalai Gyula Újpesti Dózsa A | 1:30,6    |
| 4 × 400 m                          | Nagy József Korda István Majercsik Mihály Csutorás Csaba Bp. Honvéd              | 3:17,1    | Török László Déry Ervin Nagy L. Szentgáli Lajos Újpesti Dózsa A         | 3:19,2    | Lanszsák Parsch Péter Urbán Vágó Vasas                               | 3:22,7    |
| 4 × 800 m                          | Korda István Rózsavölgyi István Iharos Sándor Papp Béla Bp. Honvéd               | 7:46,2    | Kovács Lajos Szentgáli Lajos Mácska Garbacz Ferenc Újpesti Dózsa A      | 7:47,0    | Farkas Parsch Péter Urbán Vágó Vasas A                               | 7:48,8    |
| 4 × 1500 m                         | Szerényi János Kiss István Iharos Sándor Rózsavölgyi István Bp. Honvéd           | 15:40,4   | Kolozs Zoltán Mácska János Szentgáli Lajos Kovács Lajos Újpesti Dózsa A | 16:06,2   | Simon Szabó Miklós Percze Lajos Szekeres Béla MAFC A                 | 16:27,0   |
| 110 m gát                          | Retezár Imre Újpesti Dózsa                                                       | 14,7      | Turóczy Árpád Bp. Honvéd                                                | 15,1      | Sövényi Ferenc Bp. Honvéd                                            | 15,6      |
| 200 m gát                          | Munkácsi István Magyar Pamut                                                     | 23,7      | Retezár Imre Újpesti Dózsa                                              | 23,7      | Török László Újpesti Dózsa                                           | 24,0      |
| 400 m gát                          | Munkácsi István Magyar Pamut                                                     | 52,9      | Török László Újpesti Dózsa                                              | 53,8      | Turóczy Árpád Bp. Honvéd                                             | 54,8      |
| 3000 m akadály                     | Simon Attila Ferencvárosi TC                                                     | 8:42,8    | Mácsár József Bp. Vörös Meteor                                          | 8:44,0    | Fazekas Miklós Diósgyőri VTK                                         | 8:49,6    |
| 20 km gyaloglás július 2.          | Balajcza Tibor Újpesti Dózsa                                                     | 1:40:32,4 | Kiss Antal Gyöngyösi Bányász                                            | 1:43:51,4 | Göri István Debreceni EAC                                            | 1:43:57,0 |
| 50 km gyaloglás július 16.         | Havasi István Bp. Postás                                                         | 4:45:26,0 | Dinesz Béla Csepel SC                                                   | 4:50:42,4 | Szabó Géza Bp. Előre                                                 | 5:02:09,4 |
| magasugrás                         | Noszály Sándor Bp. Honvéd                                                        | 204 cm    | Medovárszky János Gyulai MEDOSZ                                         | 200 cm    | Szekeres Tibor Újpesti Dózsa                                         | 200 cm    |
| távolugrás                         | Kalocsai Henrik Bp. Honvéd                                                       | 717 cm    | Horváth Újpesti Dózsa                                                   | 716 cm    | Mihályi Géza Újpesti Dózsa                                           | 701 cm    |
| hármasugrás                        | Czapalai Gyula Újpesti Dózsa                                                     | 15,35 m   | Kalocsai Henrik Bp. Honvéd                                              | 15,06 m   | Kovács László BEAC                                                   | 14,73 m   |
| rúdugrás                           | Miskei János Bp. Honvéd                                                          | 430 cm    | Török István MAFC                                                       | 420 cm    | Horváth János Újpesti Dózsa                                          | 420 cm    |
| súlylökés                          | Nagy Zsigmond TFSE                                                               | 17,93 m   | Varjú Vilmos VM KÖZÉRT                                                  | 16,95 m   | Szécsényi József Bp. Honvéd                                          | 15,83 m   |
| diszkoszvetés                      | Szécsényi József Bp. Honvéd                                                      | 56,65 m   | Klics Ferenc Vasas                                                      | 52,22 m   | Kövesdi Ferenc Újpesti Dózsa                                         | 49,99 m   |
| gerelyhajítás                      | Krasznai Sándor Újpesti Dózsa                                                    | 72,39 m   | Kulcsár Gergely Bp. Építők                                              | 72,35 m   | Szabó József Bp. Honvéd                                              | 67,26 m   |
| kalapácsvetés                      | Zsivótzky Gyula Újpesti Dózsa                                                    | 65,26 m   | Csermák József Tapolcai MÁV                                             | 62,01 m   | Eckschmiedt Sándor TFSE                                              | 61,80 m   |
| tízpróba október 14–15.            | Hubai Gyula Bp. Honvéd                                                           | 6058      | Józsa Bp. Honvéd                                                        | 5429      | Kaposvári Zoltán MAFC                                                | 5016      |
| maraton szeptember 2.              | Kovács Zoltán Bp. Honvéd                                                         | 2:41:17   | Rusovszky Gyula Testvériség                                             | 2:47:6    | Aranyi József MTK                                                    | 2:49:35   |
| mezei futás október 29.            | Szabó Miklós MAFC                                                                | 30:17,0   | Mácsár József Bp. Vörös Meteor                                          | 30:19,0   | Huszár János Békéscsabai MÁV                                         | 30:22,6   |
| kis mezei futás (4 km) október 29. | Kovács Lajos Újpesti Dózsa                                                       | 11:34,4   | Kiss István Bp. Honvéd                                                  | 11:37,8   | Horváth Miklós Bp. Honvéd                                            | 11:38,0   |
| csapat 5000 m október 22.          | Iharos Sándor Kiss István Horváth Miklós Szerényi János Sovák János Bp. Honvéd   | 36        | MAFC A                                                                  | 50        | Kovács Lajos Szentgáli Lajos Garbacz Ferenc Újpesti Dózsa            | 62        |
| csapat 20 km gyaloglás július 2.   | Havasi István Deák Ferenc Stefanik Pál Bp. Postás                                | 28        | Färber Vasas                                                            | 35        | Göri István Kádár József Szilágyi Sándor Debreceni EAC               | 37        |
| csapat 50 km gyaloglás július 16.  | Havasi István Stefanik Pál Deák Ferenc Bp. Postás                                | 12        | Szabó Géza Tesch Ferenc Farkas Bp. Előre A                              | 15        | Bp. Előre B                                                          | 36        |
| csapat maraton szeptember 2.       | Kovács Zoltán Sovák János Tóth Miklós Bp. Honvéd                                 | 11        | Bp. Előre A                                                             | 30        | Törekvés                                                             | 51        |
| csapat mezei futás október 29.     | Szabó Miklós Simon Dénes Gerhard Hecker MAFC                                     | 21        | Iharos Sándor Sovák János Kovács Zoltán Bp. Honvéd                      | 22        | Molnár Sándor Szalay Aranyi József MTK                               | 33        |
| csapat kis mezei futás október 29. | Kiss István Horváth Miklós Szerényi János Varga József Klekner László Bp. Honvéd | 35        | Kovács Lajos Szentgáli Lajos Garbacz Ferenc Mácska János Újpesti Dózsa  | 47        | MAFC                                                                 | 86        |

### Nők
| Versenyszám                    | Arany                                                                 | Arany   | Ezüst                                                            | Ezüst   | Bronz                                                                  | Bronz   |
| ------------------------------ | --------------------------------------------------------------------- | ------- | ---------------------------------------------------------------- | ------- | ---------------------------------------------------------------------- | ------- |
| 100 m                          | Markó Margit Vasas                                                    | 12,0    | Heldt Erzsébet Újpesti Dózsa                                     | 12,0    | Bata Teréz Bp. Vörös Meteor                                            | 12,1    |
| 200 m                          | Heldt Erzsébet Újpesti Dózsa                                          | 24,4    | Munkácsi Antónia Magyar Pamut                                    | 24,5    | Mihalovits Júlia Bp. Honvéd                                            | 24,7    |
| 400 m                          | Németh Ida Újpesti Dózsa                                              | 56,6    | Kazi Olga MAFC                                                   | 56,9    | Bártfai Viola BEAC                                                     | 59,0    |
| 800 m                          | Kazi Olga MAFC                                                        | 2:09,0  | Sasvári Gizella Nagykanizsai Bányász                             | 2:10,1  | Kazi Aranka BVSC                                                       | 2:11,7  |
| 4 × 100 m                      | Heldt Erzsébet Németh Ida Somogyi Nándorné Orbán Irén Újpesti Dózsa   | 48,8    | Oó Mária Benkovits Györgyi Mihalovits Júlia Légrádiné Bp. Honvéd | 50,8    | Gózon Ildikó Bártfai Viola Gerhardt Zsuzsa Tyetyák Anna BEAC           | 50,9    |
| 4 × 200 m                      | Heldt Erzsébet Orbán Irén Somogyi Nándorné Németh Ida Újpesti Dózsa   | 1:40,8  | Benkovits Györgyi Mihalovits Júlia Légrádiné Oó Mária Bp. Honvéd | 1:44,7  | Molnár Tompay Olivérné Bata Teréz Rózsavölgyi Jánosné Bp. Vörös Meteor | 1:45,5  |
| 3 × 800 m                      | Sasvári Gizella Dávid Katalin Horváth Mária Nagykanizsai Bányász      | 7:19,6  | Takács Katalin Szalai Németh Ida Újpesti Dózsa                   | 7:27,2  | Kalotai Korompai Éva Rőder Katalin Vasas                               | 7:32,4  |
| 80 m gát                       | Somogyi Nándorné Újpesti Dózsa                                        | 11,3    | Benkovits Györgyi Bp. Honvéd                                     | 11,5    | Bácskai Mária Bp. Honvéd                                               | 11,5    |
| magasugrás                     | Szilas Éva Vasas                                                      | 154 cm  | Steitz Anna Bp. Építők                                           | 154 cm  | Czapalai Gyuláné Újpesti DózsaGróf Ilona Székesfehérvári MÁV           | 154 cm  |
| távolugrás                     | Rózsavölgyi Jánosné Bp. Vörös Meteor                                  | 592 cm  | Weil Ádámné MTK                                                  | 586 cm  | Somogyi Nándorné Újpesti Dózsa571 cm                                   |         |
| súlylökés                      | Kontsek Jolán Újpesti Dózsa                                           | 14,73 m | Mikuss Judit Újpesti Dózsa                                       | 13,61 m | Stugner Judit Újpesti Dózsa                                            | 13,55 m |
| diszkoszvetés                  | Kontsek Jolán Újpesti Dózsa                                           | 53,85 m | Stugner Judit Újpesti Dózsa                                      | 45,67 m | Benkovics Teréz Győri ETO                                              | 45,43 m |
| gerelyhajítás                  | Antal Márta Vasas                                                     | 51,43 m | Pitrolffy kKatalin MAFC                                          | 46,66 m | Krebs Sándorné MTK                                                     | 45,59 m |
| ötpróba szeptember 24.         | Somogyi Nándorné Újpesti Dózsa                                        | 4247    | Rózsavölgyi Jánosné Bp. Vörös Meteor                             | 4142    | Németh Ida Újpesti Dózsa                                               | 3893    |
| mezei futás október 29.        | Kazi Aranka BVSC                                                      | 4:45,0  | Kazi Olga MAFC                                                   | 4:45,1  | Sasvári Gizella Nagykanizsai Bányász                                   | 4:48,0  |
| csapat mezei futás október 29. | Sasvári Gizella Csanádi Mária Harasztos Erzsébet Nagykanizsai Bányász | 20      | Tury Tompay Olivérné Rákár Júlia Bp. Vörös Meteor                | 24      | Heimann Ildikó Gerhardt Zsuzsa BEAC                                    | 36      |